# Braut Anund (1821)
Braut Anund var ett passagerarfartyg på Göta kanal. Hon byggdes 1821 vid Gamla varvet i Göteborg. Fartyget var avsedd att ingå i ett trafiksystem från Stockholm till Göteborg. En båt, Yngve Frey, skulle trafikera traden Stockholm–Arboga eller Örebro. Braut Anund skulle trafikera traden Vänern–Göteborg. Däremellan skulle landsvägstransport binda samman de båda båtlinjerna. Ett sådant trafiksystem skulle bli betydligt bekvämare och pålitligare än att använda sig av hästdragna skjutsar från Stockholm till Göteborg. Bakom idén stod bröderna Jacob Forsell och Carl af Forsell.

## Fartygsdata
Enligt mätbrev av 25 juli 1823 var fartygets längd 79,1 fot (23,49 meter), bredd 14,46 fot (4,29 meter) och djupgående 6,25 fot (1,86 meter). Lastkapaciteten var 9,6 svåra läster.
Fartyget var tänkt att utrustas med en ångmaskin tillverkad av Samuel Owen. Hans verkstad hade emellertid så mycket att göra att en ångmaskin inte skulle kunna levereras förrän 1822. Jacob Forsell beställde därför en ångmaskin från Thomas Stawford i Höganäs. Han ville ha en ångmaskin liknande den som Stawford byggt för den danska ångaren Caledonia.
Ångpannan som skulle byggas av stålplåt vid Skebo bruk blev inte klar på utsatt tid. Inte heller båtens skrov blev klart i tid. Under april 1822 bogserades skrovet till Landskrona där ångmaskinen installerades. Maskineriet fungerade inte. Det visade sig att Stawford inte byggt maskinen så som beställts utan mer lik maskinerna i Höganäs kolgruvor. Så småningom fick man båten att förflytta sig, men endast med två till tre knop.
År 1823 levererade Samuel Owen en ny ångmaskin för Braut Anund som bogserade upp till Stockholm för installation av maskinen. Det blev en maskin om 22 hk.

## Användning
Efter att ha utrustats med ångmaskin avgick Braut Anund mot Göteborg. Båtens ägarkonsortium hade nu helt släppt tanken på den användning båten ursprungligen var avsedd för. Båten användes för turer till Kungälv och Marstrand och gick upp i Vänern för att besöka städer där.
Då Braut Anund under augusti 1823 visades upp på Larsmässomarknaden i Göteborg beskrevs fartyget i Göteborgs-Posten som ”Ett av landets snyggaste och bäst inredda ångfartyg, dock inte av det mest snabbgående. Möbelinredningen ombord är gjord med smak och elegans som gränsar till prakt. Restaurationen ombord är oklanderlig och avgiften för utflykterna helt moderat.”
Braut Anund var en av de första svenska ångbåtarna. Hon var, med undantag av Göta Kanalbolags ångmaskinsdrivna mudderverk, det första ångmaskinsdrivna fartyg som trafikerade Göta kanal. Hon var första ångbåt till vänerhamnarna Mariestad, Kristinehamn och Karlstad 1823, på Göta kanals västgötadel och vidare till Roxen 1826, och till Gävle och Öregrund 1827.

## Historik
- 1821 Fartygets skrov byggdes vid Gamla varvet i Göteborg.
- 1823 1 augusti. Fartyget togs i trafik på Kungälv och Marstrand samt på hamnar vid Vänern.
- 1826 1 juli. Fartyget avgick från Göteborg. Befälhavare var kapten N Åberg. Ombord fanns endast barlast.
- 1826 10 juli. Braut Anund passerade Sjötorp på väg mot Vättern.
- 1826 13 juli. Fartyget nådde Forsvik. Därefter besöktes Vadstena och Jönköping.
- 1826 22 juli. Fartyget ankom till Motala med passagerare ombord. Från Motala gjorde båten lustresor till platser kring Vättern.
- 1826 16 augusti. Fartyget avgick från Motala med passagerare ombord mot Roxen och anlände 19 augusti till Cap Julie vid Stångån. Vidare till Linköping kunde man inte komma då Stångån ännu inte muddrats till tillräckligt djup.
- 1826 augusti. Fartyget hyrdes av landshövding greve Gustaf Wathier Hamilton, biskop Marcus Wallenberg, m.fl. personer i Linköping för en resa till Wanäs (Karlsborg). En av resenärernas dagboksanteckningar från resan finns i Samuel E Brings Göta kanals historia, del 2, sidan 335-343.
- 1827 Fartyget fördes till Stockholm där den sattes i reguljär trafik till Uppsala.
- 1827 juli. Fartyget gjorde en resa norrut till Gävle. Gefle Weckoblad rapporterade att 1 500 personer på kvällen 1 augusti samlats på kajen vid Skeppsholmen för att ta emot fartyget. De blev besvikna. Braut Anund anlände först klockan åtta morgonen därpå. Fartyget gjorde lustresor till Harnäs bruk med mer än 100 passagerare på varje tur.
- 1827 4 augusti stördes lustresan av att fartyget gick på grund som följd av lotsens felnavigering
- 1827 7 augusti fortsatte fartyget mot Öregrund och Stockholm med gods och passagerare ombord. Därefter sattes båten in på trafik på Uppsala, Strängnäs, Torshälla och Arboga.
- 1834 Fartyget döptes om till Frithiof och trafikerade Mälaren från Enköping.
- 1835 Fartyget fick en ny ångmaskin om 32 hk tillverkad av Samuel Owen. Fartyget döptes om till Örnen.
- 1837 Vintern 1837 och sommaren 1838 utbjöds fartyget som högsta vinsten i Nummerlotteriets dragningar. Ingen tycks ha satsat på en sådan lott. Fartyget fortsatte sin trafik från Enköping.
- 1842 Fartygets sista år i trafik.